# Metasternum

Onderdelen van het borststuk van een huisvlieg:
1 = prescutum
2 = scutum
3 = scutellum
4 = propleuron
5 = mesopleuron
6 = metapleuron
7 = prosternum
8 = mesosternum
9 = metasternum

Het metasternum is een onderdeel van het borststuk van een insect. Metasternum betekent aan de achterzijde van de borst. Het metasternum is achter aan de onderzijde van het borststuk gelegen, achter respectievelijk het mesosternum (in het midden) en het prosternum (aan de voorzijde). 